# Orthoporoides poculifer
Orthoporoides poculifer är en mångfotingart som först beskrevs av Filippo Silvestri 1897.  Orthoporoides poculifer ingår i släktet Orthoporoides och familjen Spirostreptidae. Inga underarter finns listade i Catalogue of Life.